# Karam Khella
Karam Khella (* 24. Oktober 1934 in Asyut, Ägypten; † 7. Oktober 2022) war ein Historiker, Philosoph, Wissenschaftstheoretiker und Sozialpädagoge.

## Leben
Karam Khella wurde 1934 in Asjut, Ägypten geboren. Er studierte in Kairo Theologie und Sprachwissenschaften. Während des Studiums arbeitete er in Sozialprojekten zur Betreuung von Bauern und begann mit der Lektüre von sozialpädagogischer Fachliteratur. 1958 kam er in einem Austauschprogramm nach Deutschland an die Universität Hamburg.
1968 wurde er 1968 mit der Arbeit Dioskoros I. von Alexandrien. Theologie und Kirchenpolitik an der theologischen Fakultät der Christian-Albrechts-Universität zu Kiel zum Dr. phil. promoviert. In der Lehre war er in Bremen, Hamburg, Stuttgart und Marburg tätig. Zudem war er zwischen 1971 und 1982 an dem Aufbau und der Lehre eines sozialpädagogischen Zusatz- und Aufbaustudiums der Universität Hamburg beteiligt.
Ab 1985 zog er sich immer mehr aus dem Hochschulbereich und der Sozialen Arbeit zurück. Er widmete sich freiberuflich überwiegend internationalen Fragestellungen wie dem Nah-Ost-Konflikt. Dabei werden ihm antizionistische und antisemitische Haltungen vorgeworfen.

## Schriften
- Dioskoros I. von Alexandrien. Theologie und Kirchenpolitik. Dissertation. Christian-Albrechts-Universität zu Kiel 1968, OCLC 256686942.
- Handbuch der Sozialarbeit und Sozialpädagogik. 5 Bände. Hamburg 1973–1983.
  - Band 1, Teil 1: Einführung in die Sozialarbeit und Sozialpädagogik. 2. Auflage. Hamburg 1982, ISBN 3-921866-05-7.
  - Band 1, Teil 2: Einführung in die Sozialarbeit und Sozialpädagogik. 2. Auflage. Hamburg 1983, ISBN 3-921866-04-9.
  - Band 1, Teil 3: Sozialarbeit von unten. Hamburg 1982, ISBN 3-921866-45-6.
  - Band 2: Theorie und Praxis der Sozialarbeit und Sozialpädagogik. 2. Auflage. Hamburg 1980, ISBN 3-921866-00-6.
  - Band 3: Wörterbuch der Sozialarbeit, Sozialpädagogik und Sonderpädagogik. Hamburg 1980, ISBN 3-921866-20-0.
- Theorie und Praxis der Sozialarbeit und Sozialpädagogik. Achenbach, Lollar 1974, ISBN 3-87958-135-5.
- Dialektischer und historischer Materialismus. Hamburg 1979, ISBN 3-921866-10-3.
- Einführung in die Psychologie. Hamburg 1981, ISBN 3-921866-35-9.
- Halaqa Allahu al-Insana cala suratihi – Asl al-Insan. Hamburg 1986.
- Die libysche Herausforderung: Libyen von den Anfängen bis zur Gegenwart. Hamburg 1989, ISBN 3-92186-624-3.
- Arabische und islamische Philosophie und ihr Einfluß auf das europäische Denken. Hamburg 2006, ISBN 3-921866-98-7.
- Geschichte der arabischen Völker. Von den Anfängen bis zur Gegenwart. Hamburg 2007, ISBN 3-93787-262-0.
- Universalistische Erkenntnis- und Geschichtstheorie. Hamburg 2007.
- Die Menschen bei Marx – Kritik des Marxschen Geschichts-, Welt- und Menschenbildes. Hamburg 2013, ISBN 978-3-921866-66-5.